# Rein Valkhoff
Reinhard Johan Valkhoff (Aardenburg, 6 juli 1899 - Alkmaar, 22 mei 1971) was een Nederlands schrijver en vertaler., 

## Biografie

### Levensloop
Valkhoff werd geboren in Aardenburg en woonde achtereenvolgens in Hansweert, Tilburg, Groningen en Maastricht. Daar behaalde hij het einddiploma Gymnasium. Een studietijd aan de Amsterdamse Universiteit werd door ziekte afgebroken. Daarna werkte hij enige jaren in de uitgeverij van zijn oom Jan Valkhoff in Amersfoort. Het Amersfoorts Dagblad werd hier ook uitgegeven. Hier begon hij zijn schrijversloopbaan met journalistiek werk voor de krant. Hij studeerde intussen Italiaans bij prof. Guarnieri en dr. Morpurgo in Amsterdam en in Perugia aan de Universita per Stranieri.
In 1926 trouwde hij in Amersfoort met schrijfster Anke Servaes (1897-1947). In 1927 verhuisden ze vanwege zijn gezondheid van Amersfoort naar het Noord-Hollandse Bergen. Daar hadden ze een huis laten bouwen dat ze de naam 't Haveke gaven. Het huis was een toevluchtsoord voor mensen die het moeilijk hadden. In de tuin stond een houten huisje dat het schrijfdomein van Valkhoff werd. Hij was met zijn studies gestopt om zich definitief aan het schrijverschap te wijden. In 1929 werd een zoon geboren. Tevens werd er in 1930 een jongen geadopteerd die in 1929 in Engeland was geboren. Het gezin was vaak op reis, onder meer naar Italïe en ze voelden zich steeds meer aangetrokken tot het Katholieke geloof. In 1939 bekeerden zij zich tot het Katholicisme. Tijdens de Tweede Wereldoorlog weigerden Valkhoff en zijn vrouw om lid te worden van de Nederlandse Kultuurkamer. Hierdoor kon hij pas na de oorlog weer publiceren. In 1942 werd het gezin naar Alkmaar geëvacueerd. Servaes overleed in 1947 en Valkhoff stelde een biografie over haar leven samen. Hij ging wonen in de Van Der Meijstraat in Alkmaar en in verschillende pensions in Alkmaar en Bergen. Omstreeks 1950 ging hij wonen in Groet. Hij verdiende toen zijn geld met het vertalen van Italiaanse werken en in 1953 ging hij ook weer schrijven, onder het pseudoniem Frans Berni. In 1955 huurde hij een huisje aan het Nachtegalenlaantje in Bergen. Hij noemde dit huis Rifugio (toevluchtsoord). Hij leefde daar een teruggetrokken bestaan. Ieder jaar ging hij voor 2 maanden naar Italîe om vrienden en schrijvers te ontmoeten. Hij zette zich als commissielid in voor Museum Het Sterkenhuis in Bergen.
Hij overleed op 71-jarige leeftijd aan een hartaanval in de bus tussen Bergen en Alkmaar. Vanuit zijn levensfilosofie stelde hij zijn lichaam beschikbaar voor de wetenchap.

### Werk
Valkhoff schreef voornamelijk kinderboeken en jongensboeken. Hij schreef voor kleine kinderen en voor jongens van 10 tot 15 jaar. Zijn jongensboeken waren eind jaren twintig en in de jaren dertig behoorlijk populair en sommige titels werden meerdere malen herdrukt. Voor zijn kinderboek Toffie & Co (1927) ontving hij de Scheltema & Holkema-prijs. Maar de kritiek op zijn werk was niet onverdeeld positief. De schrijver/criticus Dirk Leonardus Daalder  typeerde zijn werk als "Ongelijk van waarde, maar het behoort toch tot de goede jongenslectuur. Valkhoff is een te nobel man om concessies te doen aan de vulgaire verlangens van opgeschoten knapen. Hij is een fijn en gevoelig mens: niet krachtig, maar wel zeer sympathiek.. Een ethische tendens was in zijn romans altijd aanwezig. In 1929 en 1930 schreef hij twee romans met als ondertitel Een boek voor jonge mensen, (Hans Bogaard en 't Zonnehuis). Deze romans waren bedoeld voor oudere jongens vanaf 16 jaar. De roman  't Zonnehuis (1930) bevat veel autobiografische elementen. In 1947 schreef hij samen met zijn vrouw het kinderboek Hommel Honniman, een verhaal over dieren. Onder het pseudoniem Frans Berni schreef hij in 1953 het boek In Holland staat een huis over de Watersnoodramp van 1953, en in 1954 de roman Paul's portret over homoseksualiteit. Zijn boeken werden vaak geïllustreerd door Piet Marée.
Valkhoff was ook actief als vertaler van Italiaanse volksverhalen.
Valkhoff was een broer van de communistische en sociaaldemocratische jurist prof. mr. Johan Valkhoff (1897-1975).

### Kinderboeken
- 1925 - Avonturen in vacantietijd
- 1927 - Toffie & Co
- 1927 - Meezennest in de Alpen
- 1927 - De bruinvisschen
- 1930 - De bokkenrijders van Terblijt
- 1930 - Dik, Kwik en Sanderijn
- 1930 - Commandant Padje
- 1931 - De Uitvindingen van Empie Pit
- 1931 - Lieselotje en de zeepbellen
- 1932 - Bijenkoning
- 1932 - Stoute Jaap en Rozemarijn
- 1933 - Het Hanenhok
- 1933 - Bob en Ben op stap met de K.L.M.
- 1933 - De Speksteenen Boeddha
- 1933 - Winterpret (met Anke Servaes)
- 1933 - De schaatsen
- 1934 - Bob en Ben op zee
- 1935 - Bob en Ben bij Sarrasani
- 1935 - Pension Timtonthea
- 1936 - Het rad van avontuur
- 1936 - De afspraak
- 1939 - Kerstboek voor Jong Holland
- 1945 - De merkwaardige luchtreis van prof. Zettée
- 1946 - De luchtkoning
- 1946 - De balling van Florence
- 1947 - De kerstgroet
- 1947 - Hommel Honniman
- 1949 - Raginhard
- 1949 - De Uitvindingen van Empie Pit (1) - Over den hoofdpersoon in het jaar 3001
- 1949 - De uitvindingen van Empie Pit (2) - De Edison-school en de multi-multi-miljonair
- 1949 - De uitvindingen van Empie Pit (3) - Per "Paparisidorus" naar het onbekende
- 1949 - De uitvindingen van Empie Pit (4) - De komeet met de wonderlijke geluiden
- 1949 - De uitvindingen van Empie Pit (5) - De verbrande paperassen en het afscheid van Empie Pit
- 1950 - Venetiaans avontuur
- 1957 - Robbeknol

### Romans
- 1929 - Hans Bogaard
- 1930 - 't Zonnehuis
- 1938 - De wolkenkrabber
- 1942 - Kinderen rondom juf
- 1948 - Koos (met Anke Servaes)
- 1962 - Wees zacht voor hen...

### Romans onder pseudoniem Frans Berni
- 1953 - In Holland staat een huis (roman over de Watersnoodramp van 1953)
- 1954 - Paul's portret (roman over homoseksualiteit)

### Romans en verhalen door Valkhoff vertaald en bewerkt
- 1948 - Italiaanse volkssprookjes (Pentamerone)
- 1963 - De druivenpers - Oud-Italiaanse liefdesverhalen
- 1965 - De ongelukkige minnaar (Moravia)